# Pont de la Thalie
Le pont de la Thalie est un pont située sur le territoire de la commune de Châtenoy-le-Royal dans le département français de Saône-et-Loire et la région Bourgogne-Franche-Comté.

## Historique
Il fait l'objet d'un classement au titre des monuments historiques depuis le 20 avril 1931.